# Johann Georg Geib
Johann Georg Geib (* 9. September 1739 in Staudernheim; † 16. April 1818 in Frankenthal (Pfalz)) war ein deutscher Orgelbauer.

## Leben und Werk
Seine Eltern waren der Schultheiß Johann Adam Geib und Sophie Emmerich.
Johann Georg Geib heiratete am 14. September 1764 in Piestorf (Elsass) Louisa Karcher (* 11. August 1743; † 1. Februar 1817). Ihre drei Kinder wurden in Saarbrücken geboren; Maria Elisabeth (* 12. November 1767), Margaretha (* 31. Juli 1770; † 30. Juli 1839 in Frankenthal) und Johann Georg (* 14. Juni 1772), genannt Görg. Georg führte die väterliche Werkstatt fort, erreichte aber nicht die Qualität seines Vaters.
Geib erhielt seine Ausbildung vermutlich bei den Gebrüdern Stumm in Sulzbach (Hunsrück). Seine Werke gleichen denen der Stummschen Werkstatt in ihrer Disposition, Prospektform, Mensur und Pfeifenbauart. Anfang der 1760er arbeitete er in Saarbrücken, siedelte 1790 nach Frankenthal (Pfalz) um.
1776 machte Joh. Philipp Hartung bei Geib sein Gesellenstück, die Pedalwindlade als Schleiflade, für die kath. Neu-Bamberger Orgel. Neben den Stumm und Johann Michael Hartung gilt Geib als bedeutendster Orgelbauer der Pfalz.
Aus der Familie gingen ebenfalls Glockengießer hervor, die nach der Auswanderung in den Osten (Bukowina, Galizien) Geläute gossen.

## Werke (Auswahl)
| Jahr   | Ort                   | Kirche                                   | Bild | Manuale | Register | Bemerkungen |
| ------ | --------------------- | ---------------------------------------- | ---- | ------- | -------- | --- |
| 1768   | Harskirchen           | Protestantische Kirche Harskirchen       |      |         |          | Nur das Gehäuse bleibt übrig; Werk 1906 von Giengener Orgelmanufaktur Gebr. Link umgebaut, 1960 von Curt Schwenkedel modifiziert; 2004 Orgelreinigung von Yves Koenig.(Quelle) |
| 1769   | Eisenberg (Pfalz)     |                                          |      |         |          | Fertigstellung der von Leuckel Sippersfeld begonnenen Orgel; nicht erhalten |
| 1773   | Ungstein              |                                          |      |         |          | |
| 1774   | Göllheim              | Protestantische Kirche Göllheim          |      |         |          | |
| 1775   | Kallstadt             | Salvatorkirche                           |      | II/P    | 24       | div. Umbauten u. a. durch Gebr. Oberlinger, restauriert 2005 von der Firma Förster & Nicolaus → Orgel |
| 1775   | Pirmasens             |                                          |      | II/P    |          | 1914 ersetzt |
| 1776   | Neu-Bamberg           | Ev. & kath. Kirche                       |      | I/P     | 9        | |
| 1777   | Lambrecht (Pfalz)     | Ehemalige Klosterkirche (protestantisch) |      | II/P    | 26       | Auf Basis der Kallstadter Orgel von 1775 mit leichten Veränderungen; 1892 von Orgelbau Huber (Pirmasens) romantisierend umgebaut, 1977 von Orgelbau Johannes Klais restauriert → Orgel |
| 1782   | Fürfeld               |                                          |      | II/P    | 22       | [ 11 ] |
| 1783   | Partenheim            | St. Peter                                |      | II/P    | 25       | [ 12 ] |
| 1784   | Altdorf (Pfalz)       | Protestantische Kirche                   |      | I/P     | 12       | Bauvertrag vom 31. Juli 1780 (im Degenfeld-Schomburgischen Archiv zu Eybach). Die geplante Fertigstellung 1781 verzögerte sich jedoch bis 1784. 1956 wurde die Orgel von der Firma Oberlinger (Windesheim) umgebaut und schließlich 1996 denkmalgerecht restauriert.→ Orgel                                       |
| 1785   | Assenheim             | Protestantische Kirche                   |      | I/P     | 12       | Dieses Werk ersetzte die 1759 aufgestellte Orgel von Hartung (Dürkheim). In den folgenden Jahren wurde die Orgel mehrfach umgebaut und weicht stark vom Original ab. Restaurierung durch Orgelbauer Rützsch. |
| 1789   | Freisbach             | Protestantische Kirche                   |      | II/P    | 25       | Romantisierender Umbau durch Johann Jelacic aus Speyer von 1891 mit neuer Spielanlage. Wiederherstellung der Originaldisposition, aber auch nicht dem barocken Original entsprechende Umbauten durch Orgelbaumeister Owart (Neuhofen) im Jahr 1975. Das Instrument ist als Brüstungsorgel in Eiche gebaut.→ Orgel |
| 1790 ? | Volxheim              |                                          |      | I       | 14       | 1790 war die Einweihung der Kirche. |
| 1791   | Speyer                |                                          |      |         |          | Wurde 1794 (franz. Revolution) verwüstet |
| 1812   | Speyer                | Dreifaltigkeitskirche                    |      |         |          | Seit 1929 III/P/41 |
| 1818   | Ludwigshafen-Ruchheim | St. Cyriakus                             |      | I/P     | 8        | [ 16 ] |